# Bolbitiàcies
Les bolbitiàcies (Bolbitiaceae) són una família de bolets basidiomicots de l'orde dels agaricals (Agaricales). Consta de 17 gèneres i 171 espècies.

## Descripció
Aquesta família té himenis sobre les làmines, espores marrons i un himenoderma pileipellis.

## Diferències en els gèneres
Bolbitius tenen el capell amb superfície gelatinosa. No tenen vel parcial i són sapròfits.
Conocybe tenen el capell sec en la superfície.
Pholiotina tenen un vel membranós al contrari que en Conocybe els queilocistidis no són capitats.